# Gaz Pintsch
Le gaz Pintsch était un gaz manufacturé (gaz d'éclairage) vendu comprimé, obtenu par distillation de goudron ou de résidus de pétrole, utilisé à des fins d'éclairage aux XIXe et XXe siècles.

## Historique
Il fut inventé en 1851 par l'inventeur et le fabricant allemand Julius Pintsch (de) (1815-1884).
Son utilisation principale dans la dernière moitié du XIXe siècle a été pour l'éclairage des voitures de chemin de fer. Plusieurs accidents ferroviaires parmi lesquels un incendie s'est déclaré ont été compliqués par le gaz Pintsch utilisé dans les lampes à gaz (Accident ferroviaire de Thirsk (en) (1892), accident ferroviaire de Quintinshill (1915), Accident ferroviaire de Dugald (en) (1947)).
Les lampes utilisant le gaz Pintsch avait un pouvoir éclairant meilleur que les lampes à huile existantes qu'elles ont remplacées. Les lampes Pintsch pouvaient également résister aux vibrations et être maltraitées, sans que la flamme ne s'éteigne. Ces caractéristiques ont fait du gaz Pintsch une solution populaire pour l'éclairage des bouées, balises et phares habités, ce qui a permis à ces appareils d'avoir la capacité de rester allumés pendant plusieurs mois sans entretien.
L'électricité et autres sources d'énergie ont finalement remplacé l'éclairage Pintsch. Cependant, le gaz Pintsch fut encore utilisé dans les phares et balises longtemps après avoir disparu ailleurs.
Le gaz Blau, mis en œuvre vers 1890, est une amélioration du gaz Pintsch.

## Usage dans les phares en France

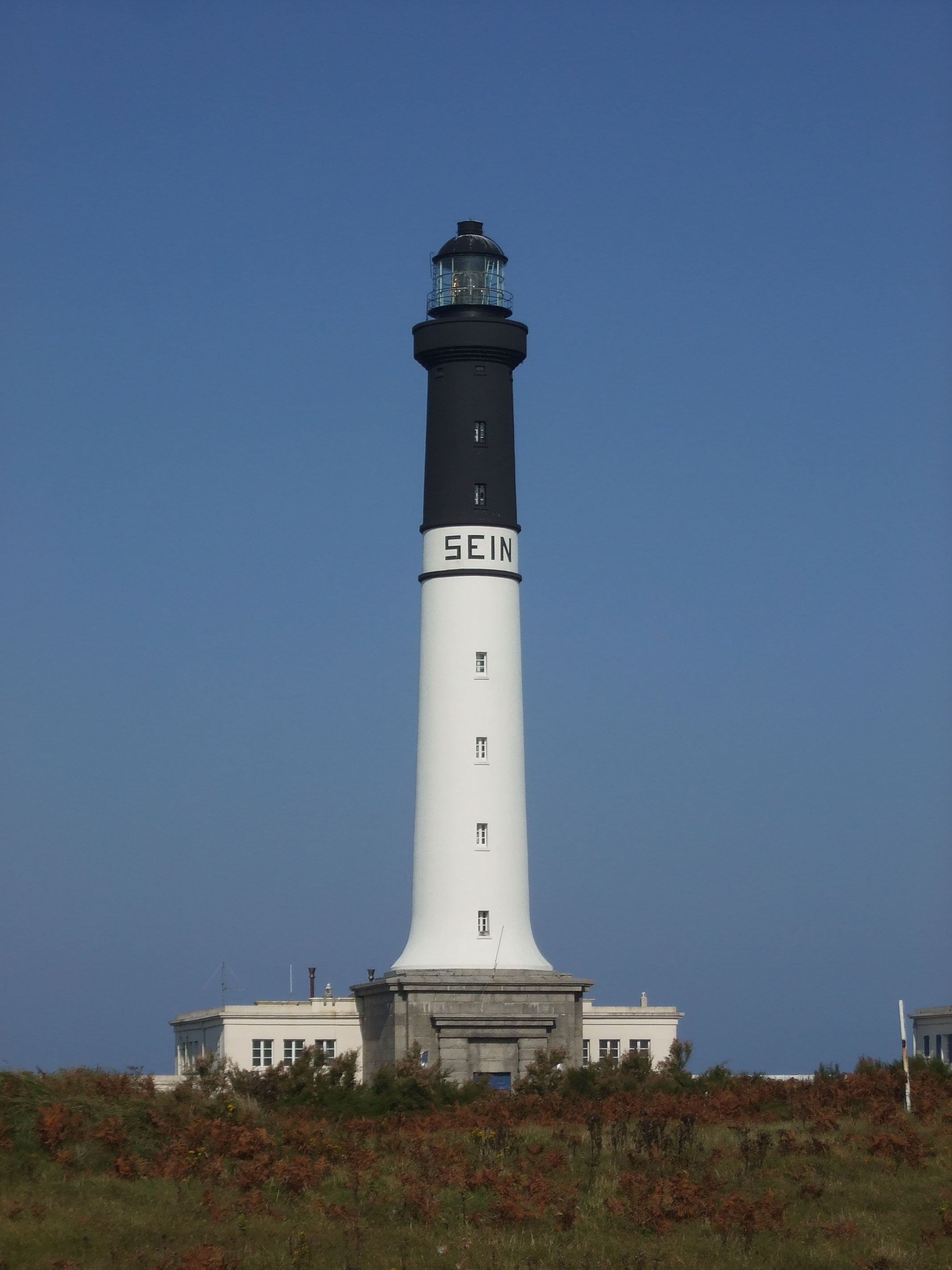
Grand phare de l'île de Sein équipé en gaz Pintsch en 1896

Le gaz Pintsch, diffusé vers 1880 en France par la Société internationale d’Éclairage par le Gaz d'Huile (SIEGH) permettra la mise en place du premier réseau de balisage flottant. Différentes usines à gaz seront installées[Quand ?] sur le littoral, à Honfleur, Dunkerque, Royan, Saint-Nazaire, Granville et Brest. Les phares suivants seront équipés[Quand ?] du gaz Pintsch :
- phare de Chassiron sera essayé, au travers de l'incandescence dans un manchon, de 1895 à 1902 ;
- Phare d'Ailly ;
- Grand phare de l'île de Sein : construction de l'usine de fabrication en 1896 ;
- Ar-Men : équipé au gaz d'huile en 1897 : le gaz est fabriqué[Quand ?] à l’île de Sein ;
- Tourelle de la Plate : Équipé au gaz d'huile en 1911.